# Ciudad Residencial Perlora
Ciudad Residencial Perlora fue un complejo turístico situado en la localidad de Perlora, en el concejo asturiano de Carreño. Fue promovida por la Obra Sindical de Educación y Descanso y gozó de gran popularidad hasta la disolución de la institución en 1977.

## Ubicación
La ciudad residencial, con 274 viviendas siguiendo 35 tipologías diferentes, se extiende a lo largo de más de 20 ha frente al Mar Cantábrico y se caracteriza por una planificación urbanística que toma como elemento central la casa de una o dos alturas como máximo en un entorno ampliamente ajardinado, pudiéndose considerar como un "hotel en horizontal" situado en un gran marco natural y paisajístico.  
Las instalaciones se hallan bañadas por cuatro playas: Huelgues, La Isla, playa de "Los Curas" y Carranques. Esta última queda dividida en dos, con la marea alta, convirtiéndose en lo que los lugareños denominan, Carranques de acá y Carranques de allá. La urbanización se construyó muy cerca de la capital municipal, la villa de Candás, y no muy lejos de Gijón.
Es posible el acceso por ferrocarril, mediante la línea C-4; por la carretera AS-388; o de forma peatonal, por el sendero GR-204.

## Historia

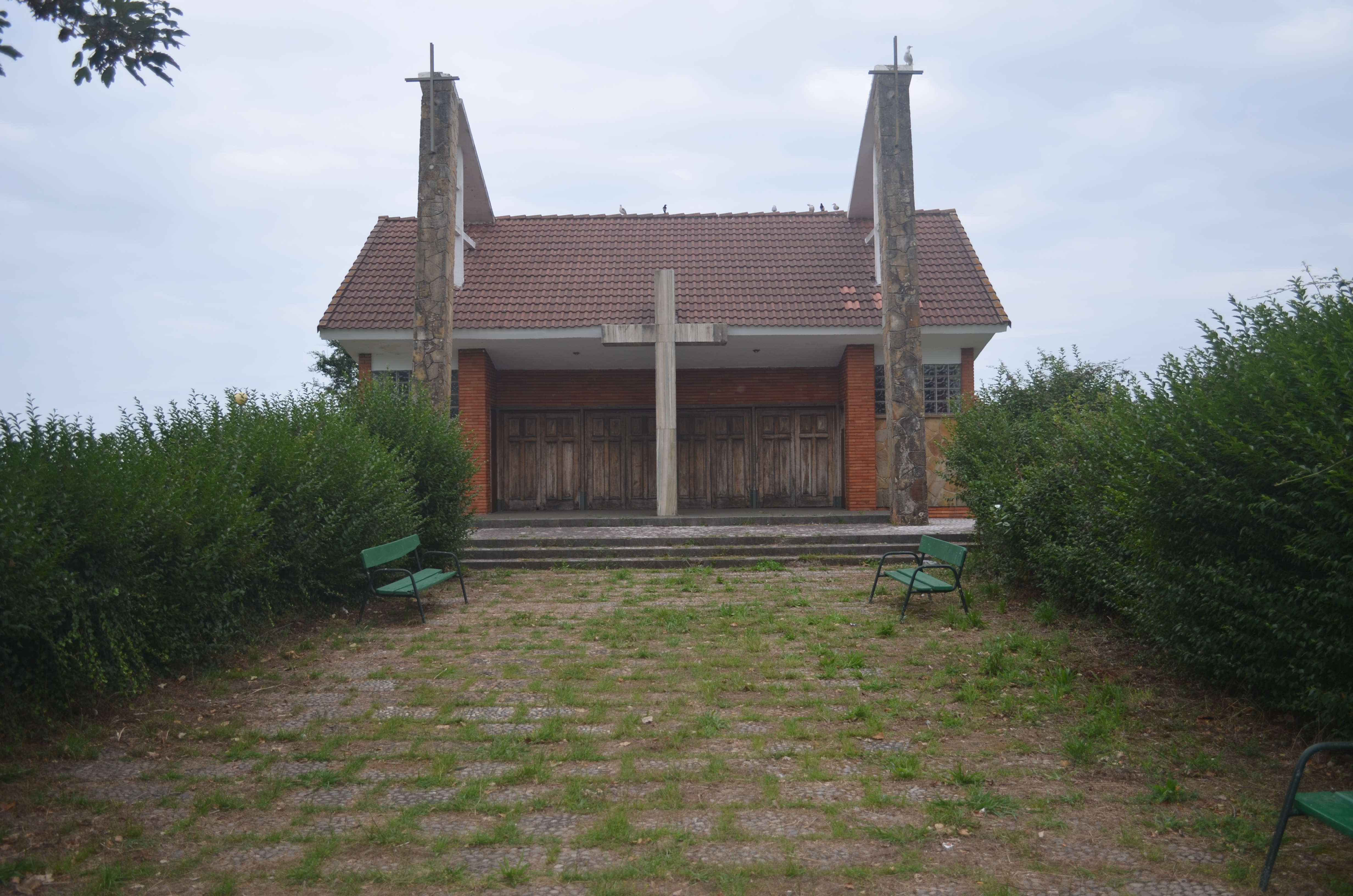
Iglesia de la Ciudad Residencial de Perlora

Inaugurada en el año 1954, fue una de las tres ciudades sindicales de Educación y Descanso, junto con las de Tarragona (inaugurada en 1957) y Marbella (inaugurada en 1962).
La Ciudad Residencial conoció un gran auge en los años 1960 y 1970, en los que llegó a adquirir renombre a nivel nacional. Durante las semanas de verano, diferentes familias de trabajadores de todo el país acudían a Perlora en turnos de dos semanas, por lo que cada vivienda era utilizada por varias familias según transcurría el verano. 
En 1982  el Estado español le otorgó la administración de Perlora al Principado de Asturias, que gestionó su control hasta 2006, año en el que cesó en sus actividades vacacionales. Desde entonces las instalaciones se han ido abandonando e incluso se cometió algún derribo alegando daños estructurales. 
Ante el intento del Principado de privatizar el complejo, los trabajadores de las instalaciones se opusieron y hubo diferentes movilizaciones, aupadas también por diversas asociaciones culturales y vecinales que reclaman su recuperación e inversión. El 23 de octubre de 2007, el Gobierno del Principado hizo público el informe preliminar de adjudicación de la gestión de la Ciudad Residencial Perlora a un consorcio de empresas asturianas por un periodo de 50 años y con una inversión prevista de casi 83 millones de euros, afirmando que se convertirá en un complejo turístico de referencia. Diferencias entre la administración pública y el consorcio adjudicatario mantuvieron bloqueado el proyecto hasta agosto de 2010, fecha en la que la administración revocó la licencia de explotación alegando el incumplimiento de los plazos previstos. Algunos vecinos y partidos políticos culpa del escaso interés en recuperar el complejo al hecho de estar vinculado al franquismo.

### Estado actual
El complejo actualmente se halla en un estado de semi-abandono, por lo que todas las casas están deshabitadas y los edificios comunes sin uso. No obstante, sigue congregando a multitud de visitantes todos los veranos que se acercan a disfrutar de las playas y las áreas de recreo, ya que en la zona existen otras urbanizaciones privadas más recientes y se encuentra muy cerca de varias localidades turísticas y de un camping. Algunas instalaciones deportivas se mantienen en uso, especialmente en época estival.

### Arquitectura
Uno de los elementos más llamativos del complejo es su arquitectura. Los edificios de servicios y las viviendas se construyeron bajo el Movimiento Moderno, estando incluidas en el Docomomo Ibérico. Se distribuyen en amplias calles rodeadas de césped público, y fueron diseñadas por prestigiosos arquitectos como Julio Galán, Juan Manuel del Busto, Juan José Suárez Aller o Miguel Díaz Negrete en viviendas unifamiliares o bungalows adosados. Destacan las líneas racionalistas, los pilares en forma de "V", los juegos de volúmenes, voladizos, etc., llamando especialmente la atención los edificios de comedores 1 y 2, el edificio de dirección y la iglesia de la Sagrada Familia. Algunos de los chalés reinterpretaron el concepto del hórreo tradicional asturiano, siendo una arquitectura totalmente única.